# Bagisara erecta
Bagisara erecta là một loài bướm đêm trong họ Noctuidae.